# Jean-François Géraud
Pour les articles homonymes, voir Géraud.
Jean-François Géraud est un historien et romancier français  né le 13 décembre 1950 à El Jadida, dans le protectorat français au Maroc. Installé à La Réunion de septembre 1976 à septembre 2018, il est maître de conférences agrégé à l'université de La Réunion jusqu'en 2016. Il est spécialiste de l'histoire de La Réunion, en particulier de son industrie sucrière et de l'esclavage à Bourbon. Sur ce dernier thème, il a en outre cosigné avec son épouse Isabelle, sous le pseudonyme de Duxel Daguères, un cycle de romans policiers intitulé Chaînes à Bourbon.

### Travaux universitaires
- Jean-François Géraud, Les Esclaves du sucre : Île Bourbon – 1810-1848, Océan Éditions, 2008, 192 p. (ISBN 9782916533544).
- Jean-François Géraud et Xavier Le Terrier, Atlas historique du sucre à l'Île Bourbon/La Réunion, 1810-1914, Océan Éditions, 2010, 89 p. (ISBN 9782916533940).
- Jean-François Géraud, Les Maîtres du sucre : Île Bourbon – 1810-1848…, Océan Éditions, 2013, 370 p. (ISBN 9782362470738).
- Jean-François Géraud et Xavier Le Terrier, Faire du sucre à La Réunion : Une technologie créole d'excellence, 1783-1914, Epica Éditions, 2016, 452 p. (ISBN 9782905742247).
- Jean-François Géraud, Être esclave à La Réunion au XIXe siècle : L'esclavage à l'épreuve de la modernité, Epica Éditions, 2018, 348 p. (ISBN 9782905742377).

### Romans
- Duxel Daguères, La Statue du commandeur, Cicéron Éditions, 2024, 242 p. (ISBN 9782493911131).
- Duxel Daguères, Le Cap des Sorciers, Cicéron Éditions, 2024, 248 p. (ISBN 9782493911148).
- Duxel Daguères, Baba sifon, Cicéron Éditions, 2024, 312 p. (ISBN 9782493911155).